# Lebronnecia kokioides
Lebronnecia kokioides är en malvaväxtart som beskrevs av Francis Raymond Fosberg och Sachet. Lebronnecia kokioides ingår i släktet Lebronnecia och familjen malvaväxter. Inga underarter finns listade i Catalogue of Life.

## Bildgalleri

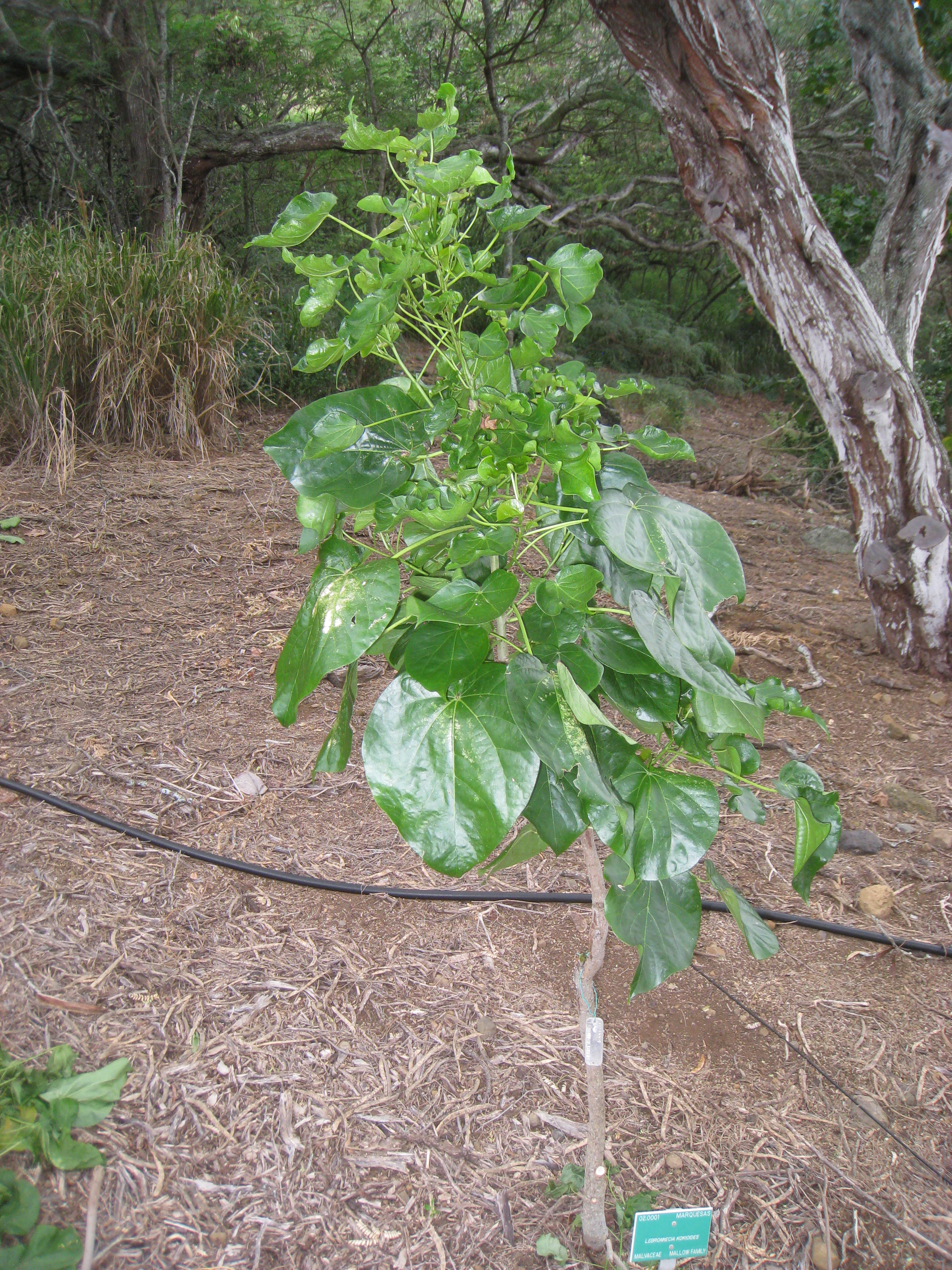
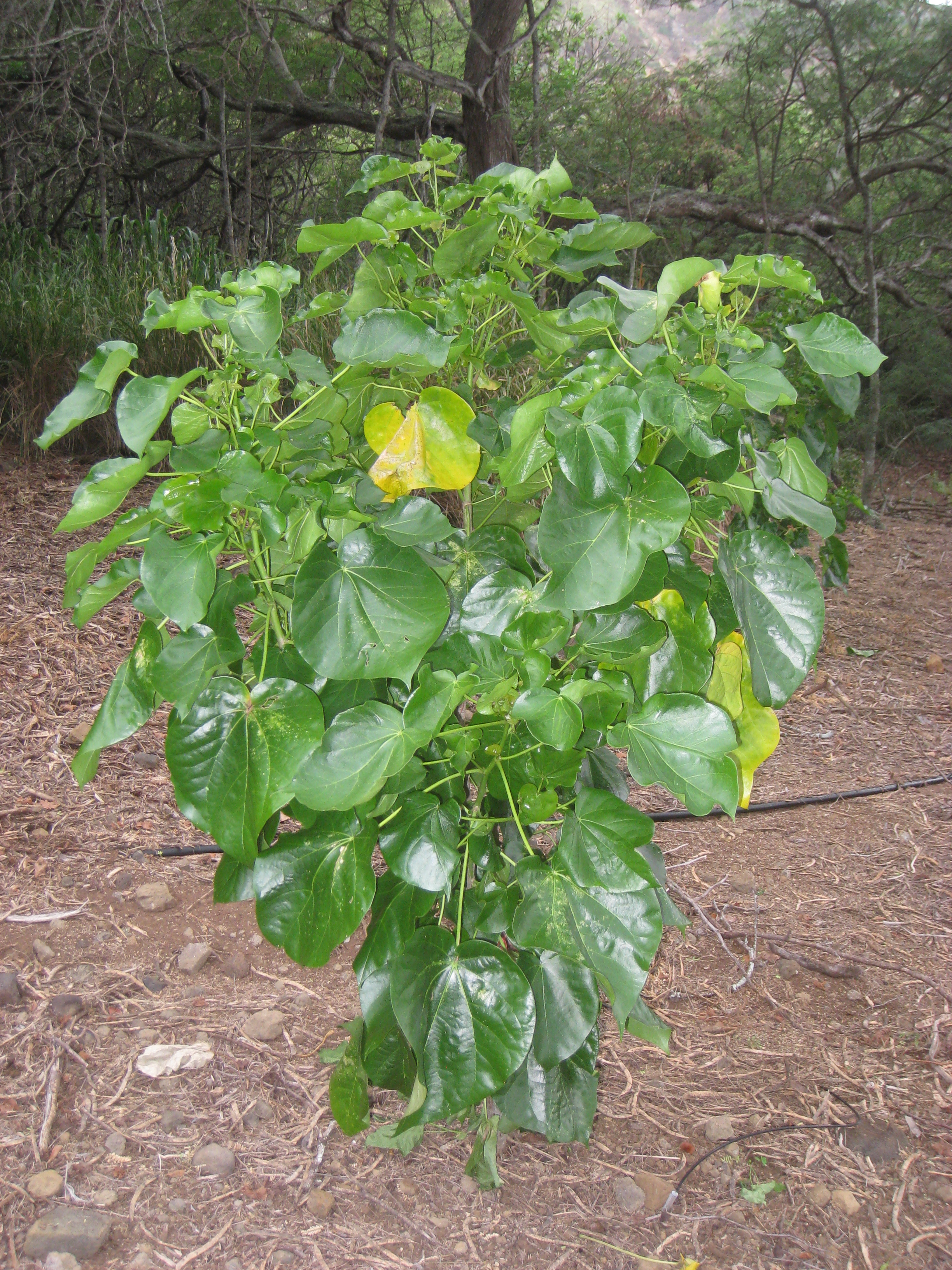